# Некрасов (Краснодарский край)
Некрасов — хутор в Лабинском районе Краснодарского края. Входит в Первосинюхинское сельское поселение.

## География
Расположен на реке Синюха в 2 км к северу от хутора Первая Синюха, в 26 км к востоку от Лабинска и в 34 км к югу от Армавира.

## Население
| 2002 | 2010 |
| ---- | ---- |
| 36   | ↘33  |